# Маревый
Ма́ревый — посёлок в Тындинском районе Амурской области России. Образует сельское поселение Маревский сельсовет.
Посёлок Маревый, как и Тындинский район, приравнен к районам Крайнего Севера.

## География
Расположен в 90 км к востоку от районного центра, города Тында, на Байкало-Амурской магистрали, на левом берегу реки Гилюй.
В восточном направлении от пос. Маревый идёт дорога к пос. Дипкун.

## Инфраструктура
- Станция Маревая; с 1997 года восточный участок БАМа относится к Дальневосточной железной дороге.

## Население
| 2002 | 2010 | 2012 | 2013 | 2014 | 2015 | 2016 |
| ---- | ---- | ---- | ---- | ---- | ---- | ---- |
| 512  | ↗698 | ↘673 | ↘638 | ↘620 | ↘603 | ↘601 |
| 2017 | 2018 |      |      |      |      |      |
| ↗602 | ↘599 |      |      |      |      |      |